# Hans Tschanz
Hans Tschanz (* 14. Oktober 1902; † 12. November 1982) war ein Schweizer Politiker (BGB).

## Leben und Beruf
Hans Tschanz aus Röthenbach im Emmental besuchte die Primar- und Sekundarschule in Grosshöchstetten. Danach war er ebenda Landwirt.
1952 bis 1962 war Tschanz Mitglied des Verwaltungsausschusses beim Verband landwirtschaftlicher Genossenschaften Bern und benachbarter Kantone (VLGB). Ab 1962 war er Mitglied des Vorstandes und des Geschäftsausschusses des Zentralverbands Schweizerischer Milchproduzenten (ZVSM), wo er von 1965 bis 1974 als Vizepräsident amtete.
Beim Bernischen Bauernverband war er ab 1952 im Verwaltungsausschuss und 1963 bis 1972 Präsident. Beim Milchverband Bern und benachbarte Gebiete war er ab 1956 Vizepräsident und 1962 bis 1974 Präsident. Zudem war er 1957 bis 1974 Mitglied des Grossen Vorstandes des Schweizerischen Bauernverbands (SBV) und 1970 bis 1974 Präsident der Verbandsdruckerei AG Bern und Vizepräsident der Verbandsmolkerei.

## Politische Laufbahn
Hans Tschanz war ab 1938 im Gemeinderat von Grosshöchstetten (Richtlinienbewegung von SP und Jungbauern). Ebenda war er von 1944 bis 1958 und von 1964 bis 1970 Gemeindepräsident.
Zudem war Tschanz zwischen 1938 und 1958 im Grossen Rat des Kantons Bern (BGB), 1957/58 als Grossratspräsident. Von 1955 bis 1971 war er im Nationalrat (BGB), ab 1966 als Fraktionspräsident.